# 토리 레인즈

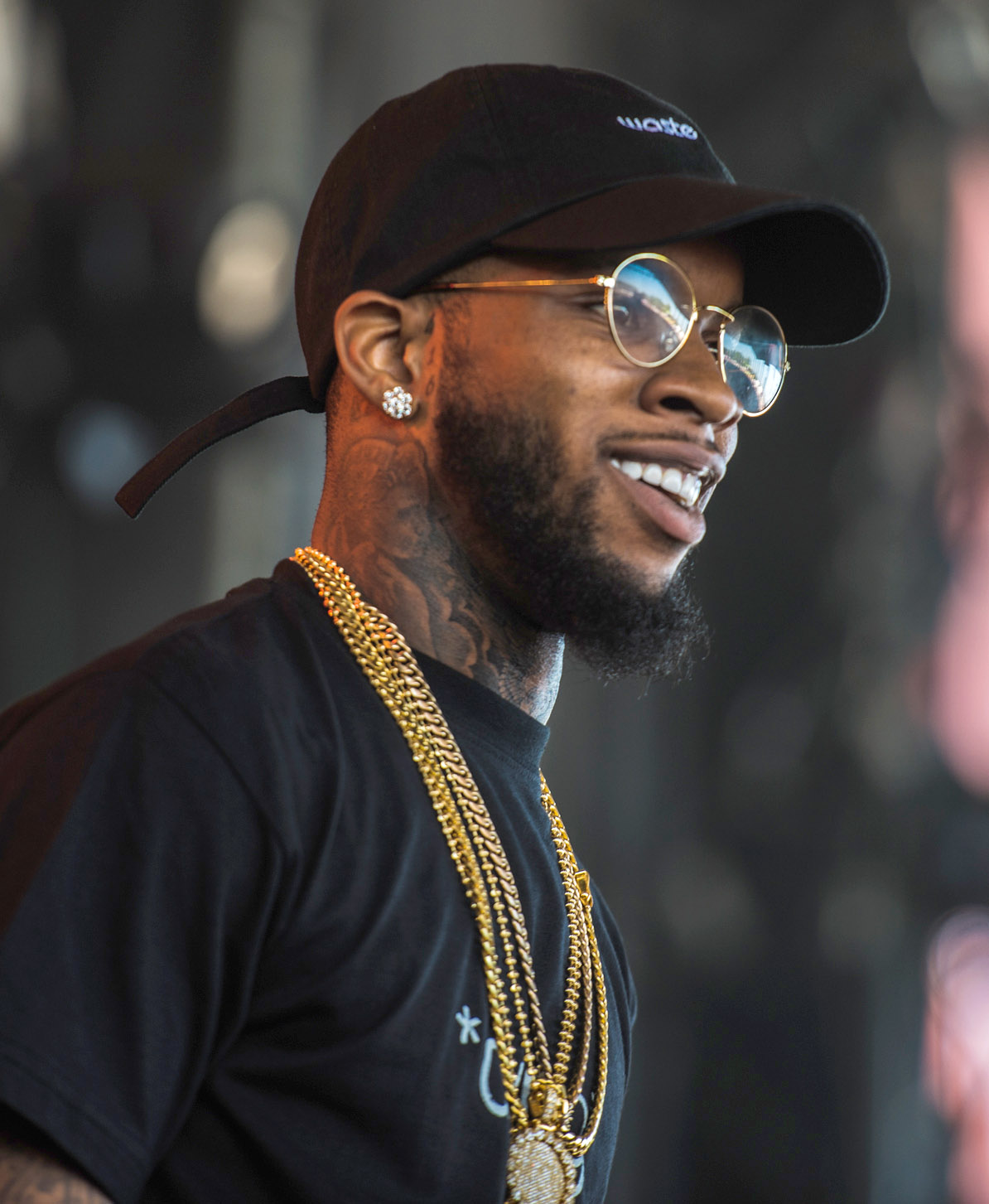

토리 레인즈(Tory Lanez, 1992년 7월 27일 ~ )는 캐나다의 래퍼, 가수, 음반 제작자이다. 2013년 8월 발매된 믹스테이프 Conflicts of My Soul: The 416 Story로 처음에 이목을 받았다. 2015년, 인터스코프 레코드를 통해 음반 제작자 베니 블랑코의 매드 러브 레코드에 서명했다.
데뷔 스튜디오 음반은 I Told You이다. 노래 Luv는 그래미 어워드 후보에 올랐다.